# Тёмное дитя
«Тёмное дитя» (англ. Orphan Black) — канадский научно-фантастический телесериал с Татьяной Маслани в главной роли нескольких идентичных женщин, которые узнают, что они являются клонами. В центре сюжета находится Сара Мэннинг, которая берёт на себя личность своего клона, детектива Бет Чайлдс, став свидетелем её самоубийства. Другими центральными героинями являются домохозяйка из тихого пригорода Элисон Хендрикс, аспирант в области генетики Косима Нихаус, иммигрантка из Украины, фанатичная убийца Хелена и, наконец, Рэйчел Дункан, глава института по исследованию клонов. Все эти и другие роли исполняются Татьяной Маслани. Сериал поднимает вопросы о моральных и этических последствиях клонирования человека. Премьера сериала состоялась на фестивале WonderCon в Анахайме, Калифорния 29 марта 2013 года. Телевизионная премьера первого сезона, состоящего из десяти эпизодов, состоялась 30 марта 2013 года.
С момента своего старта сериал привлёк внимание критиков, которыми были высоко оценены как первый, так и второй сезоны. Татьяна Маслани получила всеобщую похвалу от критиков, которые в 2013 году недоумевали, что она не была выдвинута на премию «Эмми» за лучшую женскую роль в драматическом телесериале на 65-й церемонии вручения, одновременно с этим выигрывая премии Ассоциации телевизионных критиков за личные достижения в драме и Выбор телевизионных критиков за лучшую женскую роль в драматическом сериале. В 2014 году она номинировалась на «Золотой глобус» за лучшую женскую роль в телевизионном сериале — драма. В 2014 году сериал выиграл премию «Пибоди». В 2016 году исполнительница главных ролей Татьяна Маслани выиграла премию «Эмми» в номинации «Лучшая женская роль в драматическом телесериале».
7 мая 2015 года сериал был продлён на четвёртый сезон, который стартовал 14 апреля 2016 года. 16 июня 2016 года сериал был продлён на последний пятый сезон.

## Сюжет
Сара Мэннинг становится свидетельницей самоубийства, после чего присваивает себе личность погибшей женщины, выдавая себя за неё, в надежде обчистить её банковский счёт и решить тем самым все свои проблемы. Однако данные события приводят Сару к ещё большим проблемам, первой из которых является то, что погибшая женщина и Сара невероятно похожи друг на друга.

## Актёры и персонажи

### Основной состав
Татьяна Маслани — клоны Леда. Изображает персонажей:
- Сара Мэннинг — девушка, сбежавшая в поисках новой жизни. Вернулась в город, чтобы забрать дочь Киру, но столкнулась со своим двойником Бет, после чего её жизнь кардинально изменилась.
- Элизабет «Бет» Чайлдс — детектив полиции, подруга и напарница Арта Белла. После того, как с ней связалась Катя Обингер и рассказала про клонов, проводила расследование. Покончила жизнь самоубийством в 1-й серии, но впоследствии много раз появлялась через флэшбеки или сны.
- Элисон Хендрикс — хорошая жена и примерная мать. Готова на всё ради своей семьи. Подруга Бет Чайлдс. В 3 сезоне ради политического дела стала торговцем наркотиками, но в итоге смогла с этим завязать.
- Косима Нихаус — ученый-самоучка. Большую часть сериала болеет уникальным респираторным заболеванием, проявляющимся у клонов Леда. Гомосексуальна, состоит в романтических отношениях с Дельфиной Кормье.
- Хелена — единоутробная сестра-близнец Сары. После рождения была отправлена в украинский монастырь. Профессиональный киллер, убила множество клонов под управлением Томаса. После встречи с Сарой перешла на её сторону. Во втором сезоне была украдена пролетианцами, где забеременела. В конце родила близнецов.
- Рейчел Данкан — приёмная дочь создателей клонов — Итана и Сьюзан Данкан. Ранее глава института Диад, после смерти Альдоса Лики. Жестокая и холодная, презирает всех остальных клонов и считает их ниже себя, при этом также желает освободиться от контроля секты неолюционистов.
- Вера Суоминен/«МК» — клон из Финляндии. Выжила после операции «Хельсинки 2006», в которой потеряла свою подругу Ники. Хорошая подруга Бет, после её смерти долгое время пряталась и проводила свое расследование. Пытается отомстить всем участвующим в проекте «Хельсинки 2006» за смерть лучшей подруги (ещё одного клона Леда).

А также прочие персонажи:
Джордан Джаварис — Феликс «Фел» Докинз, сводный брат и лучший друг Сары. Профессиональный художник и иногда жиголо.
Дилан Брюс — Пол Дирден, парень Бет и её наблюдатель, впоследствии — возлюбленный Сары. Погиб в третьем сезоне, защищая её.
Кевин Ханчард — детектив Артур «Арт» Белл, напарник Бет, впоследствии — друг Сары и её семьи.
Майкл Мэндо — Виктор «Вик» Шмидт, бывший парень Сары, уличный продавец наркотиков. Долгое время преследовал Сару и Эллисон.
Мария Дойл Кеннеди — Шивон «Миссис Эс» Сэндлер, приёмная мать Сары и Феликса, а также опекунша дочери Сары — Киры.
Эвелин Брошу — Дельфина Кормье, девушка Косимы и её монитор. В третьем сезоне заняла место Рэйчел в качестве главы Института Диад, но в итоге была его лишена.
Эри Миллен — Клоны Кастор. Изображает таких персонажей как:
- Марк Роллинз — шпион ФБР у пролетианцев. Женат на Грейси Йохансен. Помогает Саре избавится от Вирджинии Коуди, чтобы сбежать с Грейси. Умер от болезни под конец сериала.
- Руди — личный киллер Вирджинии Коуди. Много занимается спортом и медитирует. Олицетворяет себя с Буддой. Убит Хеленой.
- Стайлз Миллер — клон-солдат, принадлежащий военной фракции «Проект Кастор». Умер от неврологической болезни клонов при нападении на Сару и Киру.
- Айра Блэр — единственный клон Кастор, выросший не у военных. Приемный сын Сьюзан Данкан, её главный помощник и по совместительству любовник. Как и Марк и Стайлз, в итоге умер от болезни.

Кристиан Бруун — Донни Хендрикс, муж Элисон и её монитор. При этом о существовании клонов узнаёт только под конец второго сезона, считая своё наблюдение за женой социальным экспериментом. Поначалу показан как неприятный и немного комический персонаж, но постепенно раскрывается с более позитивных сторон.
Джош Воуки — Скотт Смит, учёный и друг Косимы, впоследствии ставший её новым наблюдателем. Помогал ей искать лекарства для клонов Леда и Кастор.
| Актёр              | Персонаж                | Сезоны       | Сезоны       | Сезоны    | Сезоны       | Сезоны       |
| Актёр              | Персонаж                | 1            | 2            | 3         | 4            | 5            |
| ------------------ | ----------------------- | ------------ | ------------ | --------- | ------------ | ------------ |
| Татьяна Маслани    | Сара Мэннинг            | Постоянно    | Постоянно    | Постоянно | Постоянно    | Постоянно    |
| Татьяна Маслани    | Элизабет «Бет» Чайлдс   | Гость        |              | Гость     | Постоянно    |              |
| Татьяна Маслани    | Элисон Хендрикс         | Постоянно    | Постоянно    | Постоянно | Постоянно    | Постоянно    |
| Татьяна Маслани    | Косима Нихаус           | Постоянно    | Постоянно    | Постоянно | Постоянно    | Постоянно    |
| Татьяна Маслани    | Хелена                  | Постоянно    | Постоянно    | Постоянно | Постоянно    | Постоянно    |
| Татьяна Маслани    | Рейчел Данкан           | Периодически | Постоянно    | Постоянно | Постоянно    | Постоянно    |
| Татьяна Маслани    | Веэра Суоминен «М.К»    |              |              |           | Постоянно    | Гость        |
| Джордан Джаварис   | Феликс Докинз           | Постоянно    | Постоянно    | Постоянно | Постоянно    | Постоянно    |
| Дилан Брюс         | Пол Дирден              | Постоянно    | Постоянно    | Постоянно | Периодически |              |
| Кевин Ханчард      | Артур «Арт» Белл        | Постоянно    | Постоянно    | Постоянно | Постоянно    | Постоянно    |
| Майкл Мэндо        | Виктор «Вик» Шмидт      | Постоянно    | Периодически |           |              |              |
| Мария Дойл Кеннеди | Шивон Сэдлер «Миссис С» | Постоянно    | Постоянно    | Постоянно | Постоянно    | Постоянно    |
| Эвелин Брошу       | Дельфина Кормье         | Периодически | Постоянно    | Постоянно | Гость        | Периодически |
| Эри Миллен         | Марк Роллинз            |              | Постоянно    | Постоянно |              | Периодически |
| Эри Миллен         | Руди                    |              | Гость        | Постоянно |              |              |
| Эри Миллен         | Стайлз Миллер           |              | Гость        | Постоянно |              |              |
| Эри Миллен         | Айра Блейр              |              |              |           | Постоянно    | Постоянно    |
| Кристиан Бруун     | Донни Хендрикс          | Периодически | Постоянно    | Постоянно | Постоянно    | Постоянно    |
| Джош Вокей         | Скотт Смит              | Гость        | Постоянно    | Постоянно | Постоянно    | Постоянно    |

### Второстепенный состав
- Михиль Хаусман — Кэл Моррисон, бывший бойфренд Сары и отец Киры. В конце второго сезона возобновляет с Сарой отношения, но в конце сериала их статус остаётся неясным.
- Скайлер Уэкслер — Кира, дочь Сары. Изначально была единственным ребёнком, рождённым от клона, т.к. в проекте они все были стерильными. Обладает ускоренной регенерацией клеток и телепатической связью с матерью и её сёстрами.
- Инга Кадранел — детектив Анджела «Энджи» Диэнджелис, новая напарница Арта после смерти Бэт. Заметив большое количество двойников Бэт, начала собственное тайное расследование этого феномена, для чего завербовала Вика в качестве шпиона. Едва не приблизилась к разгадке, но в итоге по настоянию Донни вынуждена была отступить.
- Мэтт Фрюэр — доктор Альдус Лики, представитель института «The Dyad Institute» и идеолог движения неолюционистов.
- Натали Лисинска — Эйнсли Норрис, соседка Элисон, которую так в первом сезоне считала своим наблюдателем. Погибла в конце сезона в результате несчастного случая, которому Эллисон не стала мешать.
- Терра Хейзелтон — Сара Стаббс, коллега Элисон по любительскому театру.
- Мелани Николлз-Кинг — Амелия, суррогатная мать, родившая Сару и Хелену.
- Питер Аутербридж — Хенрик Йохансен, лидер секты пролетианцев.
- Мишель Форбс — Мэрион Боулз, участница Диад и союзница Сары.
- Зои Де Гранд Мезон — Грейси Йохансен, дочь Хенрика и жена Марка. Глубоко травмирована секстантским воспитанием, поэтому плохо ориентируется в общественной жизни. Была вместе с Марком принята Сарой и её сёстрами в семью после того, как выяснилось, что Касторы являются генетическими братьями Леда. Одержима любовью к мужу и желанием спасти его от неврологической болезни Касторов, поэтому в итоге предала Сару и бежала. В заключительном сезоне была послана отыскать Хелену, но в итоге отказалась сдать её, за что была застрелена.
- Аманда Брюгел — Марси Коутс.
- Джастин Чэтвин — Джейсон Келлерман[11].
- Ксения Соло — Шэй Давыдова, девушка Косимы в третьем сезоне.
- Розмари Дансмор — профессор Сьюзан Данкан, жена Итана, приёмная мать Рэйчел и создательница клонов Леда и Кастор. Искренне любит их и помогает искать лекарство от их болезней. Была убита в заключительном сезоне.
- Кристин Бут — Бонни Йоханссен (в 6 эпизодах).

## Производство
2 мая 2013 года руководство канала BBC America продлило сериал на второй сезон, премьера которого состоялась 19 апреля 2014 года. Третий сезон был заказан 9 июля 2014 года, премьера которого состоялась 18 апреля 2015 года.